# 國澤志乃
國澤 志乃（くにさわ しの、 1991年4月27日 - ）は、高知県高知市出身の元女子サッカー選手。元サッカー日本女子代表。ポジションはミッドフィールダー。はとこに大相撲の豊ノ島がいる。

## 経歴

### ユース
小学校年代でサッカーを始め、地元の少女サッカークラブである高知JFC.ROSAでプレー。中学校2年時には日本サッカー協会（JFA）のアンダー年代強化合宿『ナショナルトレセン女子U-15』のメンバーに、熊谷紗希、小原由梨愛、菅澤優衣香、中島依美といったメンバーと一緒に選ばれている。
2007年、女子サッカー部の創設第1期生として日本航空高等学校に入学。高校3年次の第18回全日本高等学校女子サッカー選手権大会では準決勝までコマを進めたが、神村学園高等学校に敗れている。
高校卒業後はアメリカに渡り、ララミー・カウンティー・コミュニティ大学で2年間プレーした後、ロングアイランド大学で学びながらLIU ブルックリン・ブラックバーズのメンバーとしてプレーした。

### シニア
2014年に大学卒業と同時に日本へ帰国、なでしこリーグのAC長野パルセイロ・レディースに入団した。また普段は長野放送編成事業局事業部に社員として勤務している。
2019年6月、国外挑戦のため同年7月をもって長野を退団することが発表され、10月にイタリア・U.P.C. タヴァニャッコへの移籍が発表された。
2021年6月30日、AC長野パルセイロ・レディースへ2年振りの復帰加入が発表された。
2022年4月、トレーニング中に負傷し、左膝前十字靭帯断裂と診断された。
2023年6月19日、2022-23シーズンを以て引退することを発表した。

### 代表
2016年7月、スウェーデン遠征を行う日本代表に初選出された。

## 個人成績

### クラブ
| 国内大会個人成績 | 国内大会個人成績             | 国内大会個人成績 | 国内大会個人成績 | 国内大会個人成績 | 国内大会個人成績 | 国内大会個人成績 | 国内大会個人成績 | 国内大会個人成績 | 国内大会個人成績 | 国内大会個人成績 | 国内大会個人成績 |
| 年度             | クラブ                       | 背番号           | リーグ           | リーグ戦         | リーグ戦         | リーグ杯         | リーグ杯         | オープン杯       | オープン杯       | 期間通算         | 期間通算         |
| 年度             | クラブ                       | 背番号           | リーグ           | 出場             | 得点             | 出場             | 得点             | 出場             | 得点             | 出場             | 得点             |
| 日本             | 日本                         | 日本             | 日本             | リーグ戦         | リーグ戦         | リーグ杯         | リーグ杯         | 皇后杯           | 皇后杯           | 期間通算         | 期間通算         |
| ---------------- | ---------------------------- | ---------------- | ---------------- | ---------------- | ---------------- | ---------------- | ---------------- | ---------------- | ---------------- | ---------------- | ---------------- |
| 2014             | AC長野パルセイロ・レディース | 27               | チャレンジ       | 7                | 0                | -                | -                | -                | -                | 7                | 0                |
| 2015             | AC長野パルセイロ・レディース | 6                | なでしこ2部      | 27               | 7                | -                | -                | 2                | 1                | 29               | 8                |
| 2016             | AC長野パルセイロ・レディース | 6                | なでしこ1部      | 18               | 2                | 7                | 2                | 3                | 0                | 28               | 4                |
| 2017             | AC長野パルセイロ・レディース | 6                | なでしこ1部      | 18               | 2                | 7                | 1                | 3                | 0                | 28               | 3                |
| 2018             | AC長野パルセイロ・レディース | 6                | なでしこ1部      | 18               | 2                | 7                | 0                | 2                | 0                | 27               | 2                |
| 2019             | AC長野パルセイロ・レディース | 6                | なでしこ1部      | 9                | 0                | 8                | 1                | -                | -                | 17               | 1                |
| イタリア         | イタリア                     | イタリア         | イタリア         | リーグ戦         | リーグ戦         | リーグ杯         | リーグ杯         | オープン杯       | オープン杯       | 期間通算         | 期間通算         |
| 2019-20          | U.P.C. タヴァニャッコ        | 7                | セリエA          | 14               | 1                |                  |                  |                  |                  | 14               | 1                |
| 2020-21          | サンマリノ・アカデミー       | 27               | セリエA          | 18               | 0                |                  |                  | 1                | 0                | 19               | 0                |
| 日本             | 日本                         | 日本             | 日本             | リーグ戦         | リーグ戦         | リーグ杯         | リーグ杯         | 皇后杯           | 皇后杯           | 期間通算         | 期間通算         |
| 2021-22          | AC長野パルセイロ・レディース | 30               | WE               | 12               | 0                | -                | -                | 1                | 0                | 13               | 0                |
| 2022-23          | AC長野パルセイロ・レディース | 30               | WE               | 0                | 0                | 0                | 0                | 0                | 0                | 0                | 0                |
| 通算             | 日本                         | 日本             | 1部              | 75               | 6                | 29               | 4                | 9                | 0                | 113              | 10               |
| 通算             | 日本                         | 日本             | 2部              | 34               | 7                | -                | -                | 2                | 1                | 36               | 8                |
| 通算             | イタリア                     | イタリア         | 1部              | 32               | 1                |                  |                  | 1                | 0                | 33               | 1                |
| 総通算           | 総通算                       | 総通算           | 総通算           | 141              | 14               | 29               | 4                | 12               | 1                | 182              | 18               |

- 日本女子サッカーリーグ
  - 初出場 - 2014年8月30日 チャレンジリーグ 第16節 静岡産業大学磐田ボニータ戦 (長野運動公園陸上競技場)
  - 初得点 - 2015年4月18日 なでしこリーグ2部 第4節 日体大FIELDS横浜戦 (佐久総合運動公園陸上競技場)

- WEリーグ
  - 初出場 - 2021年9月12日 第1節 アルビレックス新潟レディース戦 (デンカビッグスワンスタジアム)

## タイトル

### クラブ
- AC長野パルセイロ・レディース
  - なでしこリーグ2部：1回 (2015)